# 武安惠济寺
武安惠济寺，位于山西省晋城市沁水县嘉峰镇武安村。2021年8月4日公布为第六批山西省文物保护单位。